# تشم قلاته (مقاطعة دلفان)
تشم قلاته (بالفارسية: چم قلاته) هي قرية تقع في قسم كاكاوند الغربي الريفي (مقاطعة دلفان) في إيران. يقدر عدد سكانها بـ 516 نسمة بحسب إحصاء 2016.